# Ochetostoma baronii
Ochetostoma baronii är en djurart som tillhör fylumet skedmaskar, och som först beskrevs av Richard Greeff 1879.  Ochetostoma baronii ingår i släktet Ochetostoma och familjen Echiuridae. Inga underarter finns listade i Catalogue of Life.